# Emoia boettgeri
Espèce
Synonymes
- Lygosoma boettgeri Sternfeld, 1918
- Emoia boettgeri orientalis Brown & Marshall, 1953

Statut de conservation UICN

 EN B1ab(iii) : En danger
Emoia boettgeri est une espèce de sauriens de la famille des Scincidae.

## Répartition
Cette espèce se rencontre aux Marshall et dans les îles Carolines aux États fédérés de Micronésie.

## Étymologie
Cette espèce est nommée en l'honneur d'Oskar Boettger.

## Publication originale
- Sternfeld, 1920 "1918" : Zur Tiergeographie Papuasiens und der pazifischen Inselwelt. Abhandlungen der Senckenbergischen Naturforschenden Gesellschaft, vol. 36, p. 375-436.